# 포스트맨 (소프트웨어)
포스트맨(Postman)은 개발자들이 API를 디자인하고 빌드하고 테스트하고 반복하기 위한 API 플랫폼이다. 2022년 4월 기준으로 포스트맨의 등록 사용자는 20,000,000명 이상, 개방 API 수는 75,000개로 보고되었다. 이는 세계 최대의 공개 API 허브를 구성하는 것이다.

## 제품
- API 저장소
- API 빌더
- 도구
- 인텔리전스
- 워크스페이스